# Durchführungsgesellschaft
Durchführungsgesellschaften sind Gesellschaften, die mit einer bestimmten Aufgabe betraut und zu diesem Zweck gegründet sind (vgl. Contracting). Dies können nichthoheitliche Aufgaben öffentlicher Körperschaften sein, Projekte oder Veranstaltungen. Insbesondere sind Durchführungsgesellschaften für einzelne Messen üblich, allenfalls als Subunternehmen der Eigentümer der Veranstaltungsräumlichkeiten. Das deutsche Bundesministerium für wirtschaftliche Zusammenarbeit und Entwicklung (BMZ) überträgt in vielen Fällen Projekte der Entwicklungszusammenarbeit an Durchführungsorganisationen. Durchführungsgesellschaften mit sehr begrenzten Aufgaben sind typische Zweckgesellschaften.